# سیارک ۷۲۷۸
سیارک ۷۲۷۸ (به انگلیسی: 7278 Shtokolov، نامگذاری:1985UW4) هفت هزار و دویست و هفتاد و هشتمین سیارک کشف شده‌است که در ۲۲ اکتبر ۱۹۸۵ کشف شد.
قدر مطلق سیارک برابر ۱۲٫۰۰ است.